# الياقوت (مسلسل تركي)
الياقوت (بالتركية: Safir)‏ هو مسلسل تلفزيوني تركي من إنتاج إن تي سي ميديا، وإخراج سميح باغجي، وتأليف بورجو أوفر. ينتمي المسلسل إلى فئة الدراما العائلية. تم عرضه لأول مرة يوم الاثنين 4 سبتمبر 2023،  على قناة أي تي في . المسلسل من بطولة إيلهان شان في دور أتيش، وأوزجي ياغيز في دور فيراي، وبوراك بيركاي أكجول في دور يامان.

## ملخص
في منطقة كابادوكيا ، يجتمع شمل عائلة غولسوي عندما يعود الابن الأكبر أتيش من أمريكا بسبب مرض والدته. تتمثل الخطة في أن يتولى أتيش ويامان وأوكان إدارة أعمال العائلة لتكريم إرث جدهم لأبهم يامان، الذي يحب فيراي بشدة، والذي تعمل عائلته خدمًا في قصر جولسوي، يخطط لتقديم طلب في عيد ميلاد فيراي ويوم عودة أتيس. ومع ذلك، فإن القدر لديه خطط أخرى، عندما تحطم حادثة مأساوية في عيد ميلادها خططهم. عندما تنكشف الأسرار، تواجه العائلة الخطر والانتقام وقرارات غير متوقعة. من ناحية أخرى، سيكسب أتيش أعداء جدد ويواجه شقيقه بالقرارات الجذرية التي يتخذها لحماية كل من يحبه وعائلته. وفي النهاية يقع في الحب ويتزوج فيراي.

## الممثلون
إلهان شان بدور أتيش جولسوي
- إنه بطل الرواية والابن الأكبر لعائلة غولسوي. تلقى تعليمه في الخارج، متحرر، مهذب، محسوب، صادق وعادل. الطفل المفضل لوالدته جلفيم. أتيس تتزوج من فراي لحماية نفسها وطفلها الذي لم يولد بعد. وفي النهاية الوقوع في حبها. [2]

أوزجي ياغيز في دور فراي يلماز
- فيراي فتاة جميلة تعيش في كابادوكيا . وهي طالبة في السنة النهائية في كلية الفنون الجميلة قسم تصميم الأزياء. فريا وعائلتها خدم في قصر جولسوي. لديها علاقة مع يامان جولسوي، لكنها متزوجة من أتيس جولسوي.

بوراك بيركاي أكجول في دور يامان جولسوي 
- إنه بطل الرواية وأيضًا صديق فيراي وأب الطفل. وهو الابن الأوسط لعائلة جولسوي. أُجبر على مغادرة فيراي وتزوج ألينا من أخت فيراي بعد جميلة (ابتزت زوجة أبي فيراي يامان للزواج من ألينا).

إيبيك توزكوغلو في دور جلفيم جولسوي
- عروس عائلة غولسوي هي امرأة قوية ومهندمة ومتعلمة وجميلة.

| الموسم | الموسم | الحلقات | الحلقات | البث الأصلي   | البث الأصلي    | قناة     |
| الموسم | الموسم | الحلقات | الحلقات | البث الأول    | البث الأخير    | قناة     |
| ------ | ------ | ------- | ------- | ------------- | -------------- | -------- |
|        | 1      | 26      | 26      | 4 سبتمبر 2023 | 26 فبراير 2024 | أي تي في |

## إنتاج
تم الإعلان عن المشروع في أغسطس 2023 بواسطة أي تي في ويتم إنتاجه بواسطة إن تي سي ميديا. مؤلفو المسلسل هم جول أبو سمرسي وبورجو أوفر، بإخراج سميح باغجي والإشراف والإنتاج محمد يجيت ألب. الممثلون إلهان شان ، أوزجي ياغيز ، وبوراك بيركاي أكجول في الأدوار القيادية.
تم التصوير المسلسل في كابادوكيا ، تركيا.

## أنظر أيضا
- التلفاز في تركيا
- قائمة المسلسلات التركية

- الدراما التلفزيونية التركية

## روابط خارجية
- الياقوت على الموقع الرسمي لـ أي تي في